# Kevin LaVallée (Eishockeyspieler, 1961)
Kevin A. LaVallée (* 16. September 1961 in Sudbury, Ontario) ist ein ehemaliger kanadischer Eishockeyspieler, der im Verlauf seiner aktiven Karriere zwischen 1978 und 1996 unter anderem 398 Spiele für die Calgary Flames, Los Angeles Kings, St. Louis Blues und Pittsburgh Penguins in der National Hockey League (NHL) auf der Position des linken Flügelstürmers bestritten hat. Nachdem LaVallée von 1980 bis 1987 in der NHL aktiv gewesen war, verbrachte er in der Folge fast zehn Jahre in verschiedensten Ligen in Europa, wo er Österreichischer und Italienischer Meister wurde.

## Karriere
LaVallée verbrachte seine Juniorenzeit zwischen 1978 und 1980 bei den Brantford Alexanders in der Ontario Major Junior Hockey League (OMJHL), wo der Stürmer über den Zeitraum von zwei Jahren in 141 Partien insgesamt 199 Scorerpunkte sammelte. Nachdem am Ende der Saison 1979/80 135 Punkte und der fünfte Rang in der Scorerwertung zu Buche standen sowie er ins Third All-Star Team der OMJHL gewählt worden war, zogen ihn die Calgary Flames aus der National Hockey League (NHL) im NHL Entry Draft 1980 in der zweiten Runde an 32. Stelle.
Der kurz vor seinem 19. Geburtstag stehende Angreifer erhielt nach dem Draft ein Vertragsangebot der Calgary Flames und schaffte zur Spielzeit 1980/81 den Sprung in den Kader der Flames. Dort war LaVallée insgesamt drei Spieljahre aktiv. In seinem zweiten Jahr stellte er dabei mit 61 Scorerpunkten einen Karrierebestwert auf. Im Juni 1983 wurde das Talent, nachdem ihm im Verlauf der Saison 1982/83 lediglich 35 Punkte gelungen waren und er aufgrund einer ausgekugelten Schulter lange ausfiel, gemeinsam mit Carl Mokosak zu den Los Angeles Kings transferiert. Im Gegenzug wechselte Steve Bozek von den Kaliforniern nach Calgary. In Diensten der LA Kings gelang es dem Kanadier nicht, sich im Verlauf der Saison 1983/84 durchzusetzen, sodass er große Teil der Spielzeit bei deren Farmteam, den New Haven Nighthawks, in der American Hockey League (AHL) auf dem Eis stand. Für Los Angeles kam er lediglich zu 19 Einsätzen. Da sein auslaufender Vertrag nicht über die Saison hinaus verlängert wurde, unterschrieb der Offensivspieler im September 1984 als Free Agent einen Vertrag bei den St. Louis Blues. Bei den St. Louis Blues fand LaVallée wieder den Weg zurück in die NHL. Zwar bestritt er im ersten Vertragsjahr aufgrund einer Verletzung am Innenband des Knies nur 35 Partien, dennoch konnte er bis zum Zeitpunkt der Verletzung 32 Punkte sammeln. Im folgenden Jahr kam er auf 38 Scorerpunkte, jedoch bezahlten ihm die Blues sein letztes Vertragsjahr aus, woraufhin er im September 1986 – abermals als Free Agent – zu den Pittsburgh Penguins wechselte. Dort kam er aufgrund einer weiteren Schulterverletzung zu 33 Einsätzen, in denen er 28-mal punktete.
Nach dem Jahr in Pittsburgh verließ LaVallée den nordamerikanischen Kontinent und versuchte in den europäischen Ligen Fuß zu fassen. Der Offensivspieler schloss sich dem EV Innsbruck aus der österreichischen Bundesliga (ÖEL) an, wo er die folgenden drei Jahre – mit Ausnahme von zwei kurzen Gastspielen bei den Schweizer Nationalligisten HC Ambrì-Piotta und SC Bern – aktiv war. Nach bereits 72 Scorerpunkten in seinem ersten Jahr und der Berufung ins All-Star-Team der Liga gelang in der zweiten Saison der Gewinn der Österreichischen Meisterschaft. Zwei Jahre später folgte mit dem Gewinn der Italienischen Meisterschaft mit dem HC Milano Saima, dem er sich zur Saison 1990/91 angeschlossen hatte, ein weiterer nationaler Titelgewinn. Im Jahr darauf wurde er mit den Mailändern Vizemeister, die er 1993 ebenso nach drei Jahren wieder verließ.
Es folgte zum Beginn der Spielzeit 1992/93 ein kurzes Intermezzo beim schottischen Klub Ayr Raiders, für den er im Autumn Cup auflief. Danach war er kurzzeitig für den HC Ajoie in der Schweizer Nationalliga und den deutschen Bundesligisten EC Ratingen aktiv. Zur Saison 1993/94 wechselte LaVallée innerhalb Deutschlands zum Traditionsverein Düsseldorfer EG, mit dem er im letzten Jahr der Bundesliga den Gewinn der Vizemeisterschaft feierte und im folgenden Jahr zu den Gründungsmitgliedern der Deutschen Eishockey Liga (DEL) gehörte. Nach Einsätzen für den Ligakonkurrenten EC in Hannover und den HC Davos in der Schweiz im Verlauf des Spieljahres 1995/96 beendete der fast 35-Jährige im Sommer 1996 seine aktive Karriere.

## Erfolge und Auszeichnungen
| - 1980 OMJHL Third All-Star Team - 1988 ÖEL All-Star-Team - 1989 Österreichischer Meister mit dem EV Innsbruck | - 1991 Italienischer Meister mit dem HC Milano Saima - 1992 Italienischer Vizemeister mit dem HC Milano Saima - 1994 Deutscher Vizemeister mit der Düsseldorfer EG |

## Karrierestatistik
(Legende zur Spielerstatistik: Sp oder GP = absolvierte Spiele; T oder G = erzielte Tore; V oder A = erzielte Assists; Pkt oder Pts = erzielte Scorerpunkte; SM oder PIM = erhaltene Strafminuten; +/− = Plus/Minus-Bilanz; PP = erzielte Überzahltore; SH = erzielte Unterzahltore; GW = erzielte Siegtore; 1 Play-downs/Relegation; Kursiv: Statistik nicht vollständig)